# Фердинанд (архієпископ Кельна)
Фердинанд Баварський (нім. Ferdinand von Bayern; 6 жовтня 1577 — 13 вересня 1650) — церковний і державний діяч Священної Римської імперії, 58-й архієпископ Кельна-курфюрст і 30-й герцог Вестфалії в 1612—1650 роках.

## Життєпис

### Молоді роки
Походив з династії Баварських Віттельсбахів. Другий син Вільгельма V, герцога Баварії, та Ренати Лотаринзької. Народився 1577 року в м.Мюнхен. Замолоду був призначений для церковної кар'єри. У 1587 році разом з братом Філіппом Вільгельмом був відправлений до єзуїтської середньої школи в Інгольштадті. Освіта єзуїтів сильно вплинула на прихильність Фердинанда до Контрреформації. До 1590 року отримав посади каноніка соборів у Майнці, Трірі, Зальцбурзі, Вюрцбурзі, Пассау, Страсбурзі та Кельні.
1590 року його духовним наставником стає Адольф Вольф фон Меттерніх, канонік Шпеєрського собору. 1591 року стає коад'ютором Якоба II фон Пютріха, князя-пробста Берхтесґаден. У 1592—1593 роках навчався в єзуїтській школі Риму. Після завершення навчання перебрався до Кельна, оскільки планувалося, що Фердинанд змінить на посаді архієпископа Кельнського свого стрийка Ернста. 1594 року очолив Берхтесґаденське пробство.

### Коад'ютор
1595 року стає коад'ютором свого стрийка Ернста в Кельнському архієпископстві, 1599 року — в князівстві-абатстві Стабло-Малмеді, 1601 року — Льєзькій єпархії, 1611 року — в Гільдесгаймському і Мюнстерському єпископствах. Оскільки стрийко фактично відійшов від управліннями цими єпархіями, то фактично Фердинанд став ними керувати. Ернст лише зберігав права курфюрста.
1607 року видав кодекс, спрямований на спалення відьом. 1609 року підтримав свого шварґа Вольфганга Вільгельма Віттельсбаха, пфальцграфа-герцога Нойбурга, у протистоянні за Юліх-Берг-Клевську спадщину. В подальшому допомагав останньому під час Війни за клевську спадщину.

### Архієпископ
1612 року після смерті стрийка Ернста обирається архієпископом Кельнським, невдовзі також єпископом Льєзьким, Гільдесгаймським і Мюнстерським. Втім він ніколи не отримував хіротонії як священик чи єпископ. Однією з причин цього було те, що його брат Максиміліан I, курфюрст Баварії, до 1636 року залишався без спадкоємців. Тому Фердинанд розраховував успадкувати Баварію.
В усіх підвладних церковних володіннях розпочав впровадження принципів та настанов Тридентського собору, для чого утворив спеціальний орган. За його часів відбувалися численні візити та синоди. Також продовжував підтримувати ордени єзуїтів та капуцинів. У 1614 році видав наказ, який забезпечував громадянські права та державні посади лише для католиків. У 1615 році була відкрита семінарія у Кельні. 1618 року стає також князем-єпископом Падерборна. Того ж року видав «Бревіарій». Водночас надав кошти на спорудження церкви Успіння Богородиці в Кельні при єзуїтському колегіумі. Слідом за цим приєднався до Католицької ліги.
Разом з тим проводив зважену фінансову політику, що сприяло наповненню скарбниці, поліпшив роботу адміністрації, сприяв здійсненню неупередженого судочинства.
З початком Тридцятирічної війни усіляко підтримував брата Максиміліана I та Габсбургів. 1623 року на зустрічі курфюрстів в Регенсбурзі єдиний підтримав пропозицію імператора Фердинанда II передати права курфюрста від Фрідріха V Пфальцького до Максиміліана I Баварського. З 1628 року наказом архієпископа Фердинанда почалося масштабне полювання на відьом, особливо багато процесів відбувалося у Вестфалії.
До 1631 року успішно захищав свої володіння від вторгнення іноземних військ. Ситуація змінилася зі вступом у війну Швеції. З 1632 року через територію архієпископства Кельнського і Вестфалію постійно стали проходити іспанські війська, завдаючи збиток. Фердинанд Баварський навіть намагався заборонити проходження іспанців через свої володіння. З цього приводу до нього звертався кардинал Рішельє, перший міністр Франції, пропонуючи французький захист.
1641 року підтримав ініціативу імператора Фердинанда III щодо початку перемовин між ворогуючими державами. Місцем перемовин було обрано Мюнстер. 1642 року призначив свого небожа Максиміліана Генріха своїм код'ютором в Кельнський архієпархії. 1643 року зробив того коад'ютором в Гільдесгаймському єпископстві, 1649 року — Льєзькому.
Помер Фердинанд Баварський 1650 року в Арнсберзі. Поховано в Кельнському соборі.